# Lijst van rijksmonumenten in Naarden
De vestingstad Naarden telt 172 inschrijvingen in het rijksmonumentenregister. De meeste zijn gelegen in het beschermd stadsgezicht Naarden. 
| Object | Oorspronkelijke functie?  | Bouwjaar                            | Architect       | Locatie                                           | Coördinaten?                  | Nr.?   | Afbeelding |
| --- | ------------------------- | ----------------------------------- | --------------- | ------------------------------------------------- | ----------------------------- | ------ | --- |
| Gepleisterd pand met lijstgevel | Werk-woonhuis             | 1800                                |                 | Cattenhagestraat 1                                | 52° 17' 47" NB, 5° 9' 44" OL  | 30175  | Meer afbeeldingen |
| Gepleisterd pand met lijstgevel | Werk-woonhuis             |                                     |                 | Cattenhagestraat 3                                | 52° 17' 47" NB, 5° 9' 44" OL  | 30176  | Meer afbeeldingen |
| Gepleisterd pand met lijstgevel | Woonhuis                  |                                     |                 | Cattenhagestraat 5                                | 52° 17' 47" NB, 5° 9' 44" OL  | 30177  | Meer afbeeldingen |
| Gepleisterd pand met lijstgevel | Werk-woonhuis             |                                     |                 | Cattenhagestraat 7                                | 52° 17' 47" NB, 5° 9' 43" OL  | 30178  | Meer afbeeldingen |
| Pand met fraaie langgerekte gevel, verhoogde middenpartij met gebeeldhouwde klokgevel, gesneden deur met 18e-eeuwse gang | Woonhuis                  |                                     |                 | Cattenhagestraat 11                               | 52° 17' 47" NB, 5° 9' 42" OL  | 30179  | Meer afbeeldingen |
| Pand met gepleisterde klokgevel | Woonhuis                  |                                     |                 | Cattenhagestraat 23                               | 52° 17' 46" NB, 5° 9' 40" OL  | 30180  | Meer afbeeldingen |
| Burger Weeshuis | Sociale zorg, liefdadigh. | 18e eeuw                            |                 | Cattenhagestraat 8                                | 52° 17' 47" NB, 5° 9' 42" OL  | 30181  | Meer afbeeldingen |
| Pand met lijstgevel, moderne ingang toegevoegd | Werk-woonhuis             | 18e eeuw                            |                 | Cattenhagestraat 10                               | 52° 17' 47" NB, 5° 9' 41" OL  | 30182  | Meer afbeeldingen |
| Gepleisterd pand met topgevel | Werk-woonhuis             |                                     |                 | Cattenhagestraat 14                               | 52° 17' 47" NB, 5° 9' 41" OL  | 30183  | Meer afbeeldingen |
| Sober pand met rechte getande kroonlijst | Woonhuis                  | eind 18e eeuw                       |                 | Cattenhagestraat 16                               | 52° 17' 47" NB, 5° 9' 40" OL  | 30184  | Meer afbeeldingen |
| Pand met lijstgevel | Woonhuis                  | 19e eeuw                            |                 | Cattenhagestraat 18                               | 52° 17' 46" NB, 5° 9' 40" OL  | 30185  | Meer afbeeldingen |
| Pand met klokgevel met natuurstenen lijstranden | Woonhuis                  | 18e eeuw                            |                 | Cattenhagestraat 20                               | 52° 17' 46" NB, 5° 9' 39" OL  | 30186  | Pand met klokgevel met natuurstenen lijstranden |
| Pand met gepleisterde klokgevel | Woonhuis                  |                                     |                 | Cattenhagestraat 36                               | 52° 17' 45" NB, 5° 9' 37" OL  | 30187  | Meer afbeeldingen |
| Pand met gepleisterde lijstgevel. Dakkapel met wangstukken | Woonhuis                  |                                     |                 | Cattenhagestraat 42                               | 52° 17' 45" NB, 5° 9' 36" OL  | 30188  | Meer afbeeldingen |
| Flevorama, witgepleisterd landhuis met neoclassicistische ornamenten. Gelegen in fraai landschapspark | Woonhuis                  | 1858                                | A.L. van Gendt  | Flevolaan 4                                       | 52° 17' 25" NB, 5° 11' 27" OL | 30189  | Flevorama, witgepleisterd landhuis met neoclassicistische ornamenten. Gelegen in fraai landschapspark |
| Pand met topgevel, zeer achterwaartshellend | Woonhuis                  | 18e eeuw                            |                 | Gansoordstraat 31                                 | 52° 17' 47" NB, 5° 9' 56" OL  | 30190  | Meer afbeeldingen |
| Huis met rechte lijstgevel | Werk-woonhuis             | 18e eeuw                            |                 | Gansoordstraat 24A                                | 52° 17' 46" NB, 5° 9' 55" OL  | 30191  | Meer afbeeldingen |
| Pand met gepleisterde topgevel onder zadeldak, met ernaast gelegen depot van de Weeshuiskazerne waarvan zadeldak in topgevels eindigend | Woonhuis                  | 17e eeuw                            |                 | Gansoordstraat 26                                 | 52° 17' 46" NB, 5° 9' 56" OL  | 30194  | Meer afbeeldingen |
| Laag langgerekt hoekpand onder zadeldak, in topgevels eindigend | Woonhuis                  |                                     |                 | Gansoordstraat 28                                 | 52° 17' 46" NB, 5° 9' 56" OL  | 30195  | Laag langgerekt hoekpand onder zadeldak, in topgevels eindigend |
| Laag gepleisterd huisje met rechte kroonlijst | Woonhuis                  |                                     |                 | Gansoordstraat 32                                 | 52° 17' 47" NB, 5° 9' 57" OL  | 30196  | Laag gepleisterd huisje met rechte kroonlijst |
| Laag gepleisterd huisje met rechte kroonlijst | Woonhuis                  |                                     |                 | Gansoordstraat 32                                 | 52° 17' 47" NB, 5° 9' 57" OL  | 30197  | Meer afbeeldingen |
| Laag gepleisterde huisjes met rechte kroonlijst | Woonhuis                  |                                     |                 | Gansoordstraat 36                                 | 52° 17' 47" NB, 5° 9' 57" OL  | 30198  | Meer afbeeldingen |
| Pand met klokgevel met 19e-eeuwse deuromlijsting, goede achtergevel | Woonhuis                  | 18e eeuw                            |                 | Gansoordstraat 40                                 | 52° 17' 47" NB, 5° 9' 58" OL  | 30199  | Meer afbeeldingen |
| Pand met topgevel | Woonhuis                  |                                     |                 | Gansoordstraat 42                                 | 52° 17' 48" NB, 5° 9' 58" OL  | 30200  | Meer afbeeldingen |
| Pand met klokgevel, ook goede achtergevel | Woonhuis                  | 18e eeuw                            |                 | Gansoordstraat 44                                 | 52° 17' 48" NB, 5° 9' 58" OL  | 30201  | Meer afbeeldingen |
| Pand met lijstgevel, voorheen klokgevel | Woonhuis                  | 18e eeuw                            |                 | Gansoordstraat 46                                 | 52° 17' 48" NB, 5° 9' 59" OL  | 30202  | Meer afbeeldingen |
| Lage gepleisterde huisjes | Woonhuis                  |                                     |                 | Gansoordstraat 48                                 | 52° 17' 48" NB, 5° 9' 59" OL  | 30203  | Meer afbeeldingen |
| Pand met trapgevel | Woonhuis                  | 17e eeuw                            |                 | Gansoordstraat 52                                 | 52° 17' 48" NB, 5° 9' 59" OL  | 30204  | Meer afbeeldingen |
| Gepleisterd pand met klokgevel, schuiframen met kleine roeden | Woonhuis                  | 18e eeuw                            |                 | Huizerpoortstraat 2                               | 52° 17' 48" NB, 5° 9' 53" OL  | 30205  | Meer afbeeldingen |
| Witgepleisterd pand met afgeknotte klokgevel | Woonhuis                  |                                     |                 | Kloosterstraat 5                                  | 52° 17' 48" NB, 5° 9' 46" OL  | 30207  | Meer afbeeldingen |
| Pand met lijstgevel, natuurstenen banden en bogen boven vensters, beneden vensters met maskers | Woonhuis                  | 17e eeuw                            |                 | Kloosterstraat 9                                  | 52° 17' 49" NB, 5° 9' 46" OL  | 30208  | Meer afbeeldingen |
| Pand met fraaie trapgevel met voluten en pinakels natuurstenen banden, bogen boven vensters | Woonhuis                  | 17e eeuw (wapensteen)               |                 | Kloosterstraat 11                                 | 52° 17' 49" NB, 5° 9' 47" OL  | 30209  | Meer afbeeldingen |
| Pand met trapgevel, bogen van dichtgemetselde vensters zichtbaar, gebeeldhouwde steen | Woonhuis                  | 16e eeuw                            |                 | Kloosterstraat 13                                 | 52° 17' 49" NB, 5° 9' 47" OL  | 30210  | Meer afbeeldingen |
| Pand met lijstgevel, bogen boven de vensters | Woonhuis                  | 17e eeuw                            |                 | Kloosterstraat 19                                 | 52° 17' 49" NB, 5° 9' 47" OL  | 30211  | Meer afbeeldingen |
| Gepleisterd pand met trapgevel, langgerekt zadeldak | Werk-woonhuis             | 17e eeuw                            |                 | Kloosterstraat 27                                 | 52° 17' 50" NB, 5° 9' 50" OL  | 30212  | Gepleisterd pand met trapgevel, langgerekt zadeldak |
| Weeshuiskazerne, gevels met rechte kroonlijsten. Kleine roeden in de ramen | Militair verblijfsgebouw  |                                     |                 | Kloosterstraat 29                                 | 52° 17' 51" NB, 5° 9' 50" OL  | 30213  | Meer afbeeldingen |
| Comeniuskapel, Weeshuiskazerne | Kerk en kerkonderdeel     | tweede helft 15e eeuw               |                 | Kloosterstraat 29 bij                             | 52° 17' 51" NB, 5° 9' 52" OL  | 30214  | Meer afbeeldingen |
| Pand met trapgevel, dodekop geverfd | Woonhuis                  | 17e eeuw                            |                 | Kloosterstraat 2                                  | 52° 17' 48" NB, 5° 9' 46" OL  | 30215  | Meer afbeeldingen |
| Pand met lijstgevel, gepleister | Woonhuis                  | 19e eeuw                            |                 | Kloosterstraat 6                                  | 52° 17' 48" NB, 5° 9' 46" OL  | 30216  | Meer afbeeldingen |
| Laag huis onder zadeldak, rechte gootlijst. Poort | Woonhuis                  | 18e eeuw                            |                 | Kloosterstraat 8                                  | 52° 17' 48" NB, 5° 9' 47" OL  | 30217  | Laag huis onder zadeldak, rechte gootlijst. Poort |
| Pand met gepleisterde lijstgevel | Woonhuis                  | 19e eeuw                            |                 | Kloosterstraat 10                                 | 52° 17' 48" NB, 5° 9' 47" OL  | 30218  | Meer afbeeldingen |
| Pand met eenvoudige witgepleisterde lijstgevel. Beneden vensters met luiken | Woonhuis                  |                                     |                 | Kloosterstraat 34                                 | 52° 17' 49" NB, 5° 9' 50" OL  | 30219  | Pand met eenvoudige witgepleisterde lijstgevel. Beneden vensters met luiken |
| Brug volgens sluitsteen "verbeterd 1779" | Brug                      |                                     |                 | Kooltjesbuurt                                     | 52° 17' 50" NB, 5° 9' 42" OL  | 30220  | Meer afbeeldingen |
| Eenvoudig huis onder schilddak met omlopende lijst | Werk-woonhuis             | midden 19e eeuw                     |                 | Kooltjesbuurt 9                                   | 52° 17' 51" NB, 5° 9' 44" OL  | 30221  | Meer afbeeldingen |
| Arsenaal, utiliteitsgebouw. Sobere langgestrekte gevels met rechte daklijsten. Schoorstenen met windvanen op hoeken van het dak | Militair verblijfsgebouw  | 17e eeuw                            |                 | Kooltjesbuurt 1                                   | 52° 17' 49" NB, 5° 9' 39" OL  | 30222  | Meer afbeeldingen |
| Toren van de Nederlands Hervormde Kerk | Kerk en kerkonderdeel     | eerste helft van de 15e eeuw        |                 | Marktstraat 13                                    | 52° 17' 45" NB, 5° 9' 44" OL  | 30223  | Meer afbeeldingen |
| Pand met gepleisterde lijstgevel | Werk-woonhuis             |                                     |                 | Marktstraat 5                                     | 52° 17' 44" NB, 5° 9' 49" OL  | 30224  | Meer afbeeldingen |
| Pand met gepleisterde lijstgevel, 18e-eeuws of van oudere oorsprong | Werk-woonhuis             |                                     |                 | Marktstraat 7                                     | 52° 17' 44" NB, 5° 9' 49" OL  | 30225  | Meer afbeeldingen |
| Hoekpand met lijstgevel | Werk-woonhuis             | 18e eeuw                            |                 | Marktstraat 11                                    | 52° 17' 44" NB, 5° 9' 48" OL  | 30226  | Meer afbeeldingen |
| Ned.Herv.Kerk | Kerk en kerkonderdeel     |                                     |                 | Marktstraat 13                                    | 52° 17' 45" NB, 5° 9' 46" OL  | 30227  | Meer afbeeldingen |
| Hoog huis, gepleisterd in klokgevel, uitlopend zadeldak | Werk-woonhuis             |                                     |                 | Marktstraat 15                                    | 52° 17' 46" NB, 5° 9' 47" OL  | 30228  | Meer afbeeldingen |
| Pand met hoog zadeldak, 17e eeuw en ouder | Woonhuis                  |                                     |                 | Marktstraat 17                                    | 52° 17' 46" NB, 5° 9' 46" OL  | 30229  | Pand met hoog zadeldak, 17e eeuw en ouder |
| Pand met lijstgevel | Werk-woonhuis             |                                     |                 | Marktstraat 19                                    | 52° 17' 46" NB, 5° 9' 46" OL  | 30230  | Meer afbeeldingen |
| Hoekpand met lijstgevel | Werk-woonhuis             |                                     |                 | Marktstraat 21                                    | 52° 17' 46" NB, 5° 9' 46" OL  | 30231  | Meer afbeeldingen |
| Hoekpand met lijstgevel | Werk-woonhuis             |                                     |                 | Marktstraat 33                                    | 52° 17' 47" NB, 5° 9' 44" OL  | 30232  | Hoekpand met lijstgevel |
| Pand met gepleisterde lijstgevel | Woonhuis                  |                                     |                 | Marktstraat 39                                    | 52° 17' 48" NB, 5° 9' 44" OL  | 30233  | Pand met gepleisterde lijstgevel |
| Gepleisterd pand met lijstgevel | Werk-woonhuis             | 17e eeuw                            |                 | Marktstraat 41                                    | 52° 17' 48" NB, 5° 9' 43" OL  | 30236  | Meer afbeeldingen |
| Pand met gepleisterde lijstgevel | Woonhuis                  |                                     |                 | Marktstraat 43                                    | 52° 17' 48" NB, 5° 9' 43" OL  | 30237  | Meer afbeeldingen |
| Pand met gepleisterde lijstgevel | Woonhuis                  |                                     |                 | Marktstraat 45                                    | 52° 17' 48" NB, 5° 9' 43" OL  | 30238  | Meer afbeeldingen |
| Pand met gepleisterde lijstgevel 17e/18e eeuw | Woonhuis                  |                                     |                 | Marktstraat 47                                    | 52° 17' 49" NB, 5° 9' 43" OL  | 30239  | Meer afbeeldingen |
| Pand met topgevel | Werk-woonhuis             |                                     |                 | Marktstraat 49                                    | 52° 17' 49" NB, 5° 9' 43" OL  | 30240  | Meer afbeeldingen |
| Pand met lijstgevel | Woonhuis                  |                                     |                 | Marktstraat 51                                    | 52° 17' 49" NB, 5° 9' 43" OL  | 30241  | Meer afbeeldingen |
| Hoekpand met gepleisterde lijstgevel en zadeldak | Werk-woonhuis             | 17e eeuw                            |                 | Marktstraat 53                                    | 52° 17' 49" NB, 5° 9' 42" OL  | 30242  | Meer afbeeldingen |
| Stadhuis | Bestuursgebouw en onderdl | 1601                                |                 | Marktstraat 22                                    | 52° 17' 45" NB, 5° 9' 49" OL  | 30243  | Meer afbeeldingen |
| Pand met topgevel | Werk-woonhuis             |                                     |                 | Marktstraat 24                                    | 52° 17' 46" NB, 5° 9' 49" OL  | 30244  | Meer afbeeldingen |
| Gepleisterd pand met lijstgevel | Woonhuis                  |                                     |                 | Marktstraat 26                                    | 52° 17' 46" NB, 5° 9' 48" OL  | 30245  | Meer afbeeldingen |
| Gepleisterd pand met topgevel | Woonhuis                  |                                     |                 | Marktstraat 28                                    | 52° 17' 46" NB, 5° 9' 48" OL  | 30246  | Meer afbeeldingen |
| Pand met gepleisterde klokgevel met randen bloemen, natuursteen | Werk-woonhuis             |                                     |                 | Marktstraat 34                                    | 52° 17' 46" NB, 5° 9' 47" OL  | 30248  | Meer afbeeldingen |
| Pand met gepleisterde lijstgevel | Werk-woonhuis             |                                     |                 | Marktstraat 36                                    | 52° 17' 46" NB, 5° 9' 47" OL  | 30249  | Pand met gepleisterde lijstgevel |
| Hoekpand met gepleisterde lijstgevel | Werk-woonhuis             | 18e eeuw                            |                 | Marktstraat 38                                    | 52° 17' 47" NB, 5° 9' 47" OL  | 30250  | Hoekpand met gepleisterde lijstgevel |
| Witgepleisterd hoekpand onder zadeldak | Werk-woonhuis             |                                     |                 | Marktstraat 52                                    | 52° 17' 48" NB, 5° 9' 45" OL  | 30251  | Meer afbeeldingen |
| Witgepleisterd hoekhuis met rechte, deels getande kroonlijst | Werk-woonhuis             |                                     |                 | Marktstraat 66                                    | 52° 17' 49" NB, 5° 9' 43" OL  | 30252  | Meer afbeeldingen |
| Gepleisterd pand met kroonlijst | Woonhuis                  |                                     |                 | Jan Massenstraat 2                                | 52° 17' 48" NB, 5° 9' 53" OL  | 30253  | Meer afbeeldingen |
| Pand met topgeveltje | Woonhuis                  |                                     |                 | Jan Massenstraat 3                                | 52° 17' 48" NB, 5° 9' 52" OL  | 30255  | Meer afbeeldingen |
| Boerderij 'Ridderhoeve' voorheen Meerlust | Boerderij                 |                                     |                 | Naardermeer 13                                    | 52° 16' 52" NB, 5° 8' 21" OL  | 30256  | Meer afbeeldingen |
| Pand onder zadeldak | Woonhuis                  |                                     |                 | Nieuwe Haven 1                                    | 52° 17' 49" NB, 5° 9' 42" OL  | 30257  | Meer afbeeldingen |
| Pand onder zadeldak met eenvoudige, aan de straatzijde gepleisterde lijstgevel | Woonhuis                  |                                     |                 | Nieuwe Haven 3                                    | 52° 17' 49" NB, 5° 9' 42" OL  | 30258  | Meer afbeeldingen |
| Hoekpand onder schilddak met gebosseerd gepleisterde lijstgevel | Woonhuis                  |                                     |                 | Nieuwe Haven 23                                   | 52° 17' 47" NB, 5° 9' 36" OL  | 30259  | Hoekpand onder schilddak met gebosseerd gepleisterde lijstgevel |
| Turfmagazijn | Opslag                    |                                     |                 | Nieuwe Haven 33                                   | 52° 17' 46" NB, 5° 9' 34" OL  | 30260  | Meer afbeeldingen |
| Pand onder schilddak met gebosseerd gepleisterde lijstgevel | Woonhuis                  |                                     |                 | Pastoorstraat 15                                  | 52° 17' 47" NB, 5° 9' 37" OL  | 30261  | Meer afbeeldingen |
| Laag gepleisterd hoekpand met rechte kroonlijst | Woonhuis                  |                                     |                 | Pijlstraat 1                                      | 52° 17' 47" NB, 5° 9' 57" OL  | 30262  | Laag gepleisterd hoekpand met rechte kroonlijst |
| Hoekpand onder zadeldak tegen puntgevels met vlechtingen | Woonhuis                  |                                     |                 | Pijlstraat 12                                     | 52° 17' 47" NB, 5° 9' 56" OL  | 30263  | Hoekpand onder zadeldak tegen puntgevels met vlechtingen |
| Pand onder een zadeldak met het buurnummer 13 | Woonhuis                  |                                     |                 | Raadhuisstraat 11                                 | 52° 17' 47" NB, 5° 9' 51" OL  | 30264  | Meer afbeeldingen |
| Pand onder een zadeldak met het buurnummer 11 | Woonhuis                  |                                     |                 | Raadhuisstraat 13                                 | 52° 17' 47" NB, 5° 9' 52" OL  | 30265  | Meer afbeeldingen |
| Pand onder zadeldak tegen gepleisterde trapgevel | Woonhuis                  |                                     |                 | Raadhuisstraat 22                                 | 52° 17' 47" NB, 5° 9' 53" OL  | 30266  | Pand onder zadeldak tegen gepleisterde trapgevel |
| Grotendeels gepleisterde stadsboerderij | Boerderij                 | wellicht 18e eeuw                   |                 | Sint Annastraat 20                                | 52° 17' 43" NB, 5° 9' 45" OL  | 30267  | Meer afbeeldingen |
| Pand met gepleisterde lijstgevel | Woonhuis                  |                                     |                 | Turfpoortstraat 11                                | 52° 17' 42" NB, 5° 9' 49" OL  | 30268  | Meer afbeeldingen |
| Pand met gepleisterde trapgevel | Woonhuis                  |                                     |                 | Turfpoortstraat 13                                | 52° 17' 42" NB, 5° 9' 48" OL  | 30269  | Meer afbeeldingen |
| Spaanse Huis | Bestuursgebouw en onderdl |                                     |                 | Turfpoortstraat 27                                | 52° 17' 41" NB, 5° 9' 46" OL  | 30270  | Meer afbeeldingen |
| Gepleisterd pand onder voorafgeschuind zadeldak | Woonhuis                  |                                     |                 | Turfpoortstraat 37                                | 52° 17' 39" NB, 5° 9' 44" OL  | 30271  | Meer afbeeldingen |
| Gepleisterd pand onder voorafgeschuind zadeldak | Woonhuis                  |                                     |                 | Turfpoortstraat 39                                | 52° 17' 39" NB, 5° 9' 44" OL  | 30272  | Meer afbeeldingen |
| Gepleisterd pand onder voorafgeschuinde zadeldaken | Woonhuis                  |                                     |                 | Turfpoortstraat 41                                | 52° 17' 39" NB, 5° 9' 44" OL  | 30273  | Meer afbeeldingen |
| Pand met gepleisterde lijstgevel | Woonhuis                  |                                     |                 | Turfpoortstraat 53                                | 52° 17' 38" NB, 5° 9' 42" OL  | 30274  | Meer afbeeldingen |
| Pand met gepleisterde rechte lijstgevel | Woonhuis                  |                                     |                 | Turfpoortstraat 8                                 | 52° 17' 43" NB, 5° 9' 48" OL  | 30275  | Meer afbeeldingen |
| Laag huisje onder zadeldak met stoep, rechte kroonlijst, gepleisterde gevel | Woonhuis                  |                                     |                 | Turfpoortstraat 10                                | 52° 17' 42" NB, 5° 9' 48" OL  | 30276  | Meer afbeeldingen |
| Pand met gepleisterde lijstgevel | Woonhuis                  |                                     |                 | Turfpoortstraat 12                                | 52° 17' 42" NB, 5° 9' 47" OL  | 30277  | Meer afbeeldingen |
| Witgepleisterd pand met rechte kroonlijst | Woonhuis                  |                                     |                 | Turfpoortstraat 14                                | 52° 17' 42" NB, 5° 9' 47" OL  | 30278  | Meer afbeeldingen |
| Witgepleisterd pand met rechte kroonlijst | Woonhuis                  |                                     |                 | Turfpoortstraat 16                                | 52° 17' 42" NB, 5° 9' 47" OL  | 30279  | Meer afbeeldingen |
| Gepleisterd pand met rechte kroonlijst | Woonhuis                  |                                     |                 | Turfpoortstraat 18                                | 52° 17' 42" NB, 5° 9' 47" OL  | 30280  | Meer afbeeldingen |
| Laag gepleisterd huis met rechte kroonlijst | Werk-woonhuis             |                                     |                 | Turfpoortstraat 20                                | 52° 17' 42" NB, 5° 9' 46" OL  | 30281  | Meer afbeeldingen |
| Havenaanleg | Waterweg, werf en haven   |                                     |                 | Haven                                             | 52° 17' 50" NB, 5° 9' 43" OL  | 30283  | Havenaanleg |
| Bastion Katten | Militair verblijfsgebouw  |                                     |                 | Kloosterstraat tegenover 80                       | 52° 17' 53" NB, 5° 9' 56" OL  | 338706 | Meer afbeeldingen |
| Courtine Katten-Oranje | Omwalling                 |                                     |                 | Oostwalstraat bij 1                               | 52° 17' 53" NB, 5° 9' 49" OL  | 338752 | Courtine Katten-Oranje |
| Bastion Oranje | Bomvrij militair object   |                                     |                 | Oostwalstraat tegenover 12                        | 52° 17' 44" NB, 5° 10' 4" OL  | 338763 | Meer afbeeldingen |
| Courtine Oranje-Promers. Omvat Utrechtse Poort, houten loods, vier kanonkelders en ravelijn | Militaire opslagplaats    | 17e eeuw                            |                 | Ruijsdaelplein tegenover 29                       | 52° 17' 39" NB, 5° 9' 57" OL  | 338773 | Meer afbeeldingen |
| Bastion Promers | Bomvrij militair object   |                                     |                 | Adriaan Dortsmanplein 3                           | 52° 17' 35" NB, 5° 9' 46" OL  | 338790 | Meer afbeeldingen |
| Court. Promers-Turfpoort | Omwalling                 |                                     |                 | Beijert bij 33                                    | 52° 17' 35" NB, 5° 9' 46" OL  | 338798 | Court. Promers-Turfpoort |
| Bastion Turfpoort | Bomvrij militair object   |                                     |                 | Westwalstraat tegenover 61                        | 52° 17' 34" NB, 5° 9' 36" OL  | 338811 | Meer afbeeldingen |
| Ct.Turfpoort-Nieuw Molen | Bomvrij militair object   |                                     |                 | Westwalstraat tegenover 43                        | 52° 17' 35" NB, 5° 9' 32" OL  | 338818 | Ct.Turfpoort-Nieuw Molen |
| Bastion Nieuw Molen | Bomvrij militair object   |                                     |                 | Westwalstraat tegenover 27                        | 52° 17' 40" NB, 5° 9' 26" OL  | 338834 | Meer afbeeldingen |
| Courtine Nieuw Molen-Oud Molen. Met twee kanonkelders, ravelijn en bomvrij wachthuis | Waterkering en -doorlaat  |                                     |                 | Nieuwe Haven tegenover 33                         | 52° 17' 51" NB, 5° 9' 32" OL  | 338843 | Courtine Nieuw Molen-Oud Molen. Met twee kanonkelders, ravelijn en bomvrij wachthuis |
| Bastion Oud Molen met groot en klein arsenaal, bomvrije kazerne, kazematten, remises, werkplaatsen en magazijnen | Fort, vesting en -onderdl |                                     |                 | Kooltjesbuurt 1                                   | 52° 17' 53" NB, 5° 9' 37" OL  | 338862 | Meer afbeeldingen |
| Courtine Oud Molen-Katten | Bomvrij militair object   |                                     |                 | Kooltjesbuurt bij 13                              | 52° 17' 53" NB, 5° 9' 56" OL  | 338871 | Courtine Oud Molen-Katten |
| Haven | Waterweg, werf en haven   |                                     |                 | Kooltjesbuurt tegenover 1                         | 52° 17' 49" NB, 5° 9' 40" OL  | 338890 | Meer afbeeldingen |
| Enveloppe | Bomvrij militair object   |                                     |                 | Enveloppe met bomvrij wachthuis en schuilplaatsen | 52° 17' 47" NB, 5° 9' 19" OL  | 338912 | Meer afbeeldingen |
| Cantine | Militair verblijfsgebouw  |                                     |                 | Adriaan Dortsmanplein 1B                          | 52° 17' 41" NB, 5° 9' 53" OL  | 338984 | Meer afbeeldingen |
| Garnizoensbureau | Militair verblijfsgebouw  |                                     |                 | Adriaan Dortsmanplein 5                           | 52° 17' 39" NB, 5° 9' 49" OL  | 338989 | Garnizoensbureau |
| Turfloods | Militaire opslagplaats    |                                     |                 | Nieuwe Haven 33                                   | 52° 17' 46" NB, 5° 9' 34" OL  | 338996 | Meer afbeeldingen |
| Pand met geverfde lijstgevel | Woonhuis                  |                                     |                 | Kloosterstraat 3                                  | 52° 17' 48" NB, 5° 9' 45" OL  | 403554 | Meer afbeeldingen |
| Pand met rechte lijstgevel en voordeur met omlijsting uit circa 1800-xixa | Werk-woonhuis             |                                     |                 | Marktstraat 32                                    | 52° 17' 46" NB, 5° 9' 48" OL  | 418002 | Meer afbeeldingen |
| Baksteen opgetrokken dwarshuis | Woonhuis                  | ca. 1450-1500                       |                 | Gansoordstraat 14                                 | 52° 17' 45" NB, 5° 9' 53" OL  | 508278 | Meer afbeeldingen |
| Woonhuis 'De Dwarslatte' deel uitmakend van het complex 'Dudokhuizen' | Woonhuis                  | 1921-1922                           |                 | Godelindeweg 20                                   | 52° 17' 14" NB, 5° 10' 9" OL  | 524780 | Woonhuis 'De Dwarslatte' deel uitmakend van het complex 'Dudokhuizen' |
| Woonhuis t Zwaluwnest' | Woonhuis                  | 1922                                |                 | Godelindeweg 22                                   | 52° 17' 14" NB, 5° 10' 7" OL  | 524781 | Woonhuis t Zwaluwnest' |
| Dubbel woonhuis | Woonhuis                  | 1921                                | W.M. Dudok      | Godelindeweg 24/26                                | 52° 17' 14" NB, 5° 10' 6" OL  | 524782 | Meer afbeeldingen |
| Driedubbel woonhuis, deel uitmakend van het complex "Dudokhuizen" langs de Godelindeweg | Woonhuis                  | 1920                                | W.M. Dudok      | Godelindeweg 28/30/32                             | 52° 17' 14" NB, 5° 10' 4" OL  | 524783 | Driedubbel woonhuis, deel uitmakend van het complex "Dudokhuizen" langs de Godelindeweg |
| Dubbel woonhuis, deel uitmakend van complex "Dudokhuizen" aan de Godelindeweg | Woonhuis                  | 1921                                | W.M. Dudok      | Godelindeweg 36/38                                | 52° 17' 14" NB, 5° 9' 60" OL  | 524784 | Dubbel woonhuis, deel uitmakend van complex "Dudokhuizen" aan de Godelindeweg |
| De Blokhus, The Snug | Woonhuis                  | 1921                                | W.M. Dudok      | Godelindeweg 40/42                                | 52° 17' 14" NB, 5° 9' 58" OL  | 524785 | De Blokhus, The Snug |
| Woonhuis, deel uitmakend van complex "Dudokhuizen" aan de Godelindeweg | Woonhuis                  | 1922                                | W.M. Dudok      | Godelindeweg 48                                   | 52° 17' 14" NB, 5° 9' 55" OL  | 524786 | Woonhuis, deel uitmakend van complex "Dudokhuizen" aan de Godelindeweg |
| Villa Oldeheem | Kasteel, buitenplaats     | 1913                                |                 | Huizerstraatweg 36                                | 52° 17' 37" NB, 5° 11' 28" OL | 524788 | Meer afbeeldingen |
| Garage deel uitmakend van het complex 'Villa oldenheem' | Bijgebouwen kastelen enz. | 1913                                |                 | Huizerstraatweg bij 36                            | 52° 17' 37" NB, 5° 11' 28" OL | 524789 | Meer afbeeldingen |
| Tuinaanleg, deel uitmakend van het complex 'Villa oldenheem' | Tuin, park en plantsoen   | 1913                                |                 | Huizerstraatweg bij 36                            | 52° 17' 37" NB, 5° 11' 29" OL | 524790 | Meer afbeeldingen |
| Toegangshek uit 1913, deel uitmakend van het complex 'Villa oldenheem' | Erfscheiding              | 1913                                |                 | Huizerstraatweg bij 36                            | 52° 17' 37" NB, 5° 11' 29" OL | 524791 | Meer afbeeldingen |
| Hofstede Berghuis: tuinaanleg | Tuin, park en plantsoen   | 1800-1900                           |                 | Huizerstraatweg bij 111                           | 52° 17' 31" NB, 5° 11' 11" OL | 524793 | Meer afbeeldingen |
| Hofstede Berghuis | Kasteel, buitenplaats     | 1913                                |                 | Huizerstraatweg 111                               | 52° 17' 31" NB, 5° 11' 2" OL  | 524794 | Meer afbeeldingen |
| Dubbel woonhuis | Woonhuis                  | 1909-1910                           |                 | Sandtmannlaan 4                                   | 52° 16' 51" NB, 5° 8' 58" OL  | 524796 | Dubbel woonhuis |
| Dubbel woonhuis | Woonhuis                  | 1909                                |                 | Nagtglaslaan 7                                    | 52° 16' 53" NB, 5° 9' 2" OL   | 524797 | Dubbel woonhuis |
| Dubbel woonhuis | Woonhuis                  | 1910                                |                 | Sandtmannlaan 6                                   | 52° 16' 52" NB, 5° 8' 58" OL  | 524798 | Dubbel woonhuis |
| Dubbel woonhuis | Woonhuis                  | 1910                                |                 | Sandtmannlaan 10                                  | 52° 16' 52" NB, 5° 8' 57" OL  | 524799 | Dubbel woonhuis |
| Dubbel woonhuis | Woonhuis                  | 1910                                |                 | Sandtmannlaan 14                                  | 52° 16' 53" NB, 5° 8' 57" OL  | 524800 | Dubbel woonhuis |
| Dubbel woonhuis | Woonhuis                  | 1910                                |                 | Sandtmannlaan 18                                  | 52° 16' 54" NB, 5° 8' 57" OL  | 524801 | Dubbel woonhuis |
| Blok van drie woningen | Woonhuis                  | 1911                                |                 | Sandtmannlaan 22                                  | 52° 16' 54" NB, 5° 8' 59" OL  | 524802 | Blok van drie woningen |
| Dubbel woonhuis | Woonhuis                  | 1912                                |                 | Sandtmannlaan 32                                  | 52° 16' 54" NB, 5° 9' 1" OL   | 524803 | Meer afbeeldingen |
| Dubbel woonhuis | Woonhuis                  | 1912                                |                 | Sandtmannlaan 28                                  | 52° 16' 54" NB, 5° 8' 60" OL  | 524804 | Dubbel woonhuis |
| Dubbel woonhuis | Woonhuis                  | 1910                                |                 | Sandtmannlaan 13                                  | 52° 16' 52" NB, 5° 8' 59" OL  | 524805 | Dubbel woonhuis |
| Blok van drie woningen | Woonhuis                  | 1911                                |                 | Sandtmannlaan 17                                  | 52° 16' 53" NB, 5° 8' 58" OL  | 524806 | Blok van drie woningen |
| Dubbel woonhuis | Woonhuis                  | 1912                                |                 | Sandtmannlaan 23                                  | 52° 16' 53" NB, 5° 8' 60" OL  | 524807 | Dubbel woonhuis |
| Pallazzo, voormalige sigarettenfabriek | Industrie                 | 1916                                | J.P.W. Breling  | Comeniuslaan 10                                   | 52° 16' 60" NB, 5° 9' 38" OL  | 524808 | Meer afbeeldingen |
| Post- en telegraafkantoor | Overheidsgebouw           | 1902                                | N.H. Arentsen   | Pastoorstraat 18                                  | 52° 17' 46" NB, 5° 9' 40" OL  | 524809 | Meer afbeeldingen |
| Dubbel woonhuis met bijbehorende erfscheiding in eclectische trant | Woonhuis                  | 1900                                |                 | Ruijsdaelplein 2                                  | 52° 17' 42" NB, 5° 9' 53" OL  | 524810 | Meer afbeeldingen |
| Houten woning van twee bouwlagen onder een plat dak. De buitengevels zijn ter hoogte van de begane grond bekleed met in een harmonicapatroon aangebrachte liggende delen (oorspronkelijk om en om geel en paars geverfd) boven een voeting van staand gemetselde geelpaarse mondstenen in halfsteens verband met platvolle voeg. | Woonhuis                  | 1921                                | H.Th. Wijdeveld | Thierensweg 30                                    | 52° 17' 17" NB, 5° 9' 38" OL  | 524811 | Houten woning van twee bouwlagen onder een plat dak. De buitengevels zijn ter hoogte van de begane grond bekleed met in een harmonicapatroon aangebrachte liggende delen (oorspronkelijk om en om geel en paars geverfd) boven een voeting van staand gemetselde geelpaarse mondstenen in halfsteens verband met platvolle voeg. |
| Voormalige montessori-kleuterschool | Onderwijs en wetenschap   | 1925                                |                 | Valkeveenselaan 21                                | 52° 18' 12" NB, 5° 11' 33" OL | 524812 | Meer afbeeldingen |
| Vml dienstwoning | Dienstwoning              | 1904                                | K.P.C. de Bazel | Flevolaan 34                                      | 52° 17' 9" NB, 5° 11' 37" OL  | 525066 | Vml dienstwoning |
| Hoofdgebouw | Boerderij                 | 1905                                | K.P.C. de Bazel | Flevolaan 41                                      | 52° 17' 9" NB, 5° 11' 42" OL  | 525067 | Hoofdgebouw |
| Vml zuivelfabriek | Industrie                 | 1903                                | K.P.C. de Bazel | Flevolaan 43                                      | 52° 17' 8" NB, 5° 11' 40" OL  | 525097 | Meer afbeeldingen |
| Flessenspoelerij | Boerderij                 | 1904                                |                 | Flevolaan 45                                      | 52° 17' 8" NB, 5° 11' 40" OL  | 525179 | Flessenspoelerij |
| Dienstwoning, deel uitmakend van het complex "Melkerij Hofstede Oud-Bussem" | Dienstwoning              | 1904                                | K.P.C. de Bazel | Oud Blaricumerweg 5                               | 52° 17' 3" NB, 5° 11' 8" OL   | 525180 | Dienstwoning, deel uitmakend van het complex "Melkerij Hofstede Oud-Bussem" |
| Boogbrug | Brug                      | 1904                                | K.P.C. de Bazel | Oud Blaricummerweg                                | 52° 17' 3" NB, 5° 11' 10" OL  | 525181 | Boogbrug |
| Dienstwoning, deel uitmakend van het complex "Melkerij Hofstede Oud-Bussem" | Dienstwoning              | 1904                                | K.P.C. de Bazel | Oud Blaricumerweg 38                              | 52° 17' 4" NB, 5° 11' 8" OL   | 525182 | Dienstwoning, deel uitmakend van het complex "Melkerij Hofstede Oud-Bussem" |
| Dienstwoning | Dienstwoning              | 1904                                |                 | Flevolaan 32                                      | 52° 17' 10" NB, 5° 11' 39" OL | 525183 | Dienstwoning |
| Flevorama: landhuis | Kasteel, buitenplaats     | 1856-1860                           |                 | Flevolaan 4                                       | 52° 17' 25" NB, 5° 11' 27" OL | 530049 | Meer afbeeldingen |
| Flevorama: historische tuin- en parkaanleg | Tuin, park en plantsoen   | 18e eeuw                            |                 | Flevolaan bij 4                                   | 52° 17' 24" NB, 5° 11' 27" OL | 530050 | Meer afbeeldingen |
| Flevorama: koetshuis | Bijgebouwen kastelen enz. | 1858-1863                           |                 | Flevolaan 6                                       | 52° 17' 24" NB, 5° 11' 32" OL | 530051 | Upload foto |
| Flevorama: tuinhuis "Monte Casa" | Tuin, park en plantsoen   | midden 19e eeuw (bouw) 1880 (serre) |                 | Huizerstraatweg 117B                              | 52° 17' 30" NB, 5° 11' 14" OL | 530689 | Upload foto |
| Nieuwe Hollandse Waterlinie Cluster 9. Werken aan de Karnemelksloot: Damsluis. | Fort, vesting en -onderdl |                                     |                 | Naardermeer, ten zuiden van nr 7                  | 52° 17' 6" NB, 5° 8' 34" OL   | 531363 | Meer afbeeldingen |
| Werken aan de Karnemelksloot: Westbatterij met aanleg. | Omwalling                 |                                     |                 | Verlengde Fortlaan 116                            | 52° 17' 7" NB, 5° 8' 31" OL   | 531364 | Meer afbeeldingen |
| Werken aan de Karnemelksloot: Oostbatterij met aanleg. | Omwalling                 |                                     |                 | Verlengde Fortlaan 116                            | 52° 17' 6" NB, 5° 8' 37" OL   | 531365 | Meer afbeeldingen |
| Werken aan de Karnemelksloot: Bomvrij wachthuis A. | Militair wachtgebouw      |                                     |                 | Verlengde Fortlaan 116                            | 52° 17' 7" NB, 5° 8' 30" OL   | 531366 | Meer afbeeldingen |
| Werken aan de Karnemelksloot: Bomvrij wachthuis B. | Militair wachtgebouw      |                                     |                 | Verlengde Fortlaan 116                            | 52° 17' 7" NB, 5° 8' 37" OL   | 531367 | Meer afbeeldingen |
| Werken aan de Karnemelksloot: Fortwachterswoning. | Militair wachtgebouw      |                                     |                 | Naardermeer 7                                     | 52° 17' 9" NB, 5° 8' 33" OL   | 531368 | Meer afbeeldingen |
| Werken aan de Karnemelksloot: Drinkwaterreservoirs. | Fort, vesting en -onderdl |                                     |                 | Naardermeer, ten noorden van nr 7                 | 52° 17' 13" NB, 5° 8' 35" OL  | 531369 | Meer afbeeldingen |
| Werken aan de Karnemelksloot: Schuilplaats type 1915. | Bomvrij militair object   |                                     |                 | Naardermeer bij 7                                 | 52° 17' 9" NB, 5° 8' 25" OL   | 531370 | Meer afbeeldingen |
| Werken aan de Karnemelksloot: Tankversperring. | Versperring               |                                     |                 | Naardermeer bij 11-15                             | 52° 16' 57" NB, 5° 8' 29" OL  | 531371 | Meer afbeeldingen |
| Nieuwe Hollandse Waterlinie Cluster 7 Fort Ronduit: Aardwerk | Bomvrij militair object   |                                     |                 | Fort Ronduit                                      | 52° 18' 9" NB, 5° 9' 50" OL   | 531379 | Meer afbeeldingen |
| Fort Ronduit: Gebouw S, bomvrije kazerne | Bomvrij militair object   |                                     |                 | Fort Ronduit                                      | 52° 18' 10" NB, 5° 9' 52" OL  | 531380 | Meer afbeeldingen |
| Fort Ronduit: Gebouw T, bomvrij wachthuis | Bomvrij militair object   |                                     |                 | Fort Ronduit                                      | 52° 18' 10" NB, 5° 9' 51" OL  | 531381 | Meer afbeeldingen |
| Fort Ronduit: Gebouw U, bomvrije remise | Bomvrij militair object   |                                     |                 | Fort Ronduit                                      | 52° 18' 8" NB, 5° 9' 54" OL   | 531382 | Meer afbeeldingen |
| Fort Ronduit: Brug met kraanbrug | Bomvrij militair object   |                                     |                 | Fort Ronduit                                      | 52° 18' 10" NB, 5° 9' 50" OL  | 531383 | Meer afbeeldingen |